# Los sin nombre
Los Sin Nombre (”de namnlösa” på spanska) är en svensk musikgrupp från Linköping, Östergötlands län, inom musikgenren metal. Gruppen är känd för sina melodiska och medryckande inslag.

## Historia
Gruppen bildades under februari 2002 som ett renodlat Entombed-coverband, men övergick snart till att sprida demos med egenproducerat material. Bandet blev tidigt lokalt känt.
2007 kontaktade Los Sin Nombre studio RecLab i Linköping, för att spela in ytterligare en demo, vilket blev bandets sista osignerade demo med titeln ”Another dark place of hate”. I denna studio arbetade de båda musikerna från dödsmetall-bandet Maitreya, Linus Melchiorsen och Martin Fogander och de fick uppdraget att producera materialet.
Efter inspelningen lämnade trummisen samt en gitarrist gruppen, och därför blev Linus och Martin naturliga ersättare för dessa. Snart fick gruppen skivkontrakt på det stockholmsbaserade skivbolaget Vici Solum och bandet började omedelbart skriva och spela in debutplattan som kom ut under hösten 2009 med titeln ”Blind Leading Blind”. Detta verk blev positivt omskrivet.
Detta medförde att bandet började få spelningar i utlandet samt på betydligt större scener än vad gruppen hade varit vana vid.

## Medlemmar
Nuvarande medlemmar
- Pär Palm – sång (2002– )
- Saul Camara – gitarr (2002– )
- Jack Karlsson – basgitarr (2002– )
- Martin Fogander – gitarr (2007– )
- Linus Melchiorsen – trummor (2007– )
- Robin Arnell – gitarr (2010– )

Tidigare medlemmar
- Arvid Sjögedahl – gitarr (2002–2003)
- Jimmie Fornell – gitarr (2003–2007)
- Steve Mills – trummor (2002–2006)
- Olle Dickson – trummor (2006–2007)

## Diskografi
Demo
- 2002 – Tate Murders
- 2004 – Down with Pressure
- 2005 – Demo '05
- 2007 – Another Dark Place of Hate

Studioalbum
- 2009 – Blind Leading Blind (Vici Solum Productions)